# Élections partielles canadiennes du 3 avril 2017
Les élections partielles canadiennes du 3 avril 2017 ont lieu dans cinq circonscriptions : deux en Alberta (Calgary Heritage et Calgary Midnapore), deux en Ontario (Markham—Thornhill et Ottawa—Vanier) et une au Québec (Saint-Laurent). Dans quatre cas les partielles ont lieu à la suite d'une démission, dans un cas à la suite d'un décès. À la suite des partielles, qui ont toutes lieux dans des fiefs des partis, les équilibres restent inchangés.

## Calgary Heritage (AB)

### Contexte
Après dix ans à la tête du Canada, Stephen Harper perd les élections de 2015 face à Justin Trudeau, il est cependant largement élu dans Calgary Heritage. Dès son élection il fait savoir qu'il ne restera pas député tout au long du mandat et annonce sa démission le 25 mai 2016. Elle est effective 26 août de la même année.

### Résultat
|  | Candidat          | Parti                               | #     | %      |
|  | ----------------- | ----------------------------------- | ----- | ------ |
|  | Bob Benzen        | Conservateur                        | 19389 | 71,5 % |
|  | Scott Forsyth     | Libéral                             | 5889  | 21,7 % |
|  | Khalis Ahmed      | Néo-Démocrate                       | 784   | 2,9 %  |
|  | Taryn Knorren     | Vert                                | 484   | 1,8 %  |
|  | Jeff Willerton    | Héritage Chrétien                   | 383   | 1,4 %  |
|  | Darcy Gerow       | Parti libertarien du Canada         | 113   | 0,4 %  |
|  | Stephen J. Garvey | Parti de l'Avancement national (en) | 79    | 0,3 %  |
|  | Total             |                                     | 27121 | 100 %  |

## Calgary Midnapore (AB)

### Contexte
Le 23 septembre 2016 Jason Kenney démissionne de son mandat à la Chambre des communes pour se lancer dans une carrière provinciale à la tête du Parti progressiste-conservateur de l'Alberta. 

### Résultat
|  | Candidat         | Parti             | #     | %      |
|  | ---------------- | ----------------- | ----- | ------ |
|  | Stephanie Kusie  | Conservateur      | 22454 | 77,2 % |
|  | Haley Brown      | Libéral           | 4950  | 17 %   |
|  | Holly Heffernan  | Néo-Démocrate     | 735   | 2,5 %  |
|  | Ryan Zedic       | Vert              | 625   | 2,1 %  |
|  | Larry R. Heather | Héritage Chrétien | 251   | 0,9 %  |
|  | Total            |                   | 29096 | 100 %  |

## Markham—Thornhill (ON)

### Contexte
Le 10 janvier 2017, John McCallum démissionne après le remaniement qui l'exclut du cabinet, puis est nommé ambassadeur du Canada en Chine. Il était élu de la circonscription depuis 2000.

### Résultat
|  | Candidat              | Parti                       | #     | %      |
|  | --------------------- | --------------------------- | ----- | ------ |
|  | Mary Ng               | Libéral                     | 9856  | 51,3 % |
|  | Ragavan Paranchothy   | Conservateur                | 7501  | 39 %   |
|  | Gregory Hines         | Néo-Démocrate               | 671   | 3,5 %  |
|  | Dorian Baxter         | Progressiste Conservateur   | 566   | 3,9 %  |
|  | Caryn Bergmann        | Vert                        | 426   | 2,2 %  |
|  | Brendan Thomas Reilly | Parti libertarien du Canada | 118   | 0,6 %  |
|  | Above Znoneofthe      | Canada                      | 77    | 0,4 %  |
|  | Total                 |                             | 19215 | 100 %  |

## Ottawa—Vanier (ON)

### Contexte
Le 16 août 2016 Mauril Bélanger, député depuis 1995, décède en cours de mandat. La circonscription dont il était l'élu est un château fort libéral puisqu'elle est détenue par le parti depuis 1935.

### Résultat
|  | Candidat                   | Parti                       | #     | %      |
|  | -------------------------- | --------------------------- | ----- | ------ |
|  | Mona Fortier               | Libéral                     | 15190 | 51,2 % |
|  | Émilie Taman               | Néo-Démocrate               | 8523  | 28,7 % |
|  | Adrian Paul Papara         | Conservateur                | 4578  | 15,4 % |
|  | Nira Dookeran              | Vert                        | 987   | 3,3 %  |
|  | John "The Engineer" Turmel | Canada                      | 153   | 0,5 %  |
|  | Damien Wilson              | Parti libertarien du Canada | 137   | 0,5 %  |
|  | Christina Wilson           | Canada                      | 99    | 0,3 %  |
|  | Total                      |                             | 29667 | 100 %  |

## Saint-Laurent (QC)
Le 10 janvier 2017, Stéphane Dion démissionne après le remaniement qui l'exclut du cabinet puis est nommé ambassadeur du Canada en Allemagne et auprès de l'Union européenne. Il s'agit d'une circonscription libérale depuis sa création en 1988.